# Dahmetal
Dahmetal – gmina w Niemczech w kraju związkowym Brandenburgia, w powiecie Teltow-Fläming, wchodzi w skład urzędu Dahme/Mark.

## Dzielnice
W skład gminy wchodzą trzy dzielnice:
- Görsdorf
- Prensdorf
- Wildau-Wentdorf